# 10538 Overture
"10538 Overture"은 1972년에 발매된 일렉트릭 라이트 오케스트라의 첫 싱글이다.

## 차트
영국 싱글 차트 #9